# توني يانتشكه
توني يانتشكه (بالألمانية: Tony Jantschke) (مواليد 7 أبريل 1990 في هويرسفيردا - ألمانيا الشرقية) لاعب كرة قدم ألماني يلعب حاليا لصالح نادي الدرجة الأولى بوروسيا مونشنغلادباخ الألماني منذ 2006 في مركز الوسط المحوري .

## روابط خارجية
- توني يانتشكه على موقع الاتحاد الأوربي (الإنجليزية)
- توني يانتشكه على موقع قاعدة بيانات كرة القدم.إي يو (الإنجليزية)
- توني يانتشكه على موقع بيانات كرة القدم. دي إي (الألمانية)
- توني يانتشكه على موقع Soccerway.com (الإنجليزية)
- توني يانتشكه على موقع عالم كرة القدم.نت (الإنجليزية)
- توني يانتشكه على موقع كووورة
- توني يانتشكه على موقع AS.com (الإسبانية)